# 布罗佐洛
布罗佐洛（意大利语：Brozolo），是意大利皮埃蒙特大区都灵省的一个市镇。人口481(2010年12月31日)。.